# Миљијанико
Миљијанико (итал. Miglianico) је насеље у Италији у округу Кјети, региону Абруцо.
Према процени из 2011. у насељу је живело 1731 становника. Насеље се налази на надморској висини од 126 м.

## Становништво
Према резултатима пописа становништва 2011. у општини је живело 4.844 становника.
| 1931. | 1936. | 1951. | 1961. | 1971. | 1981. | 1991. | 2001. | 2011. |
| ----- | ----- | ----- | ----- | ----- | ----- | ----- | ----- | ----- |
| 4.359 | 4.785 | 5.086 | 4.690 | 4.282 | 4.257 | 4.356 | 4.503 | 4.844 |

## Партнерски градови
- Noisiel